# Football Club Avezzano 1978-1979
Questa pagina raccoglie le informazioni riguardanti il Football Club Avezzano nelle competizioni ufficiali della stagione 1978-1979.

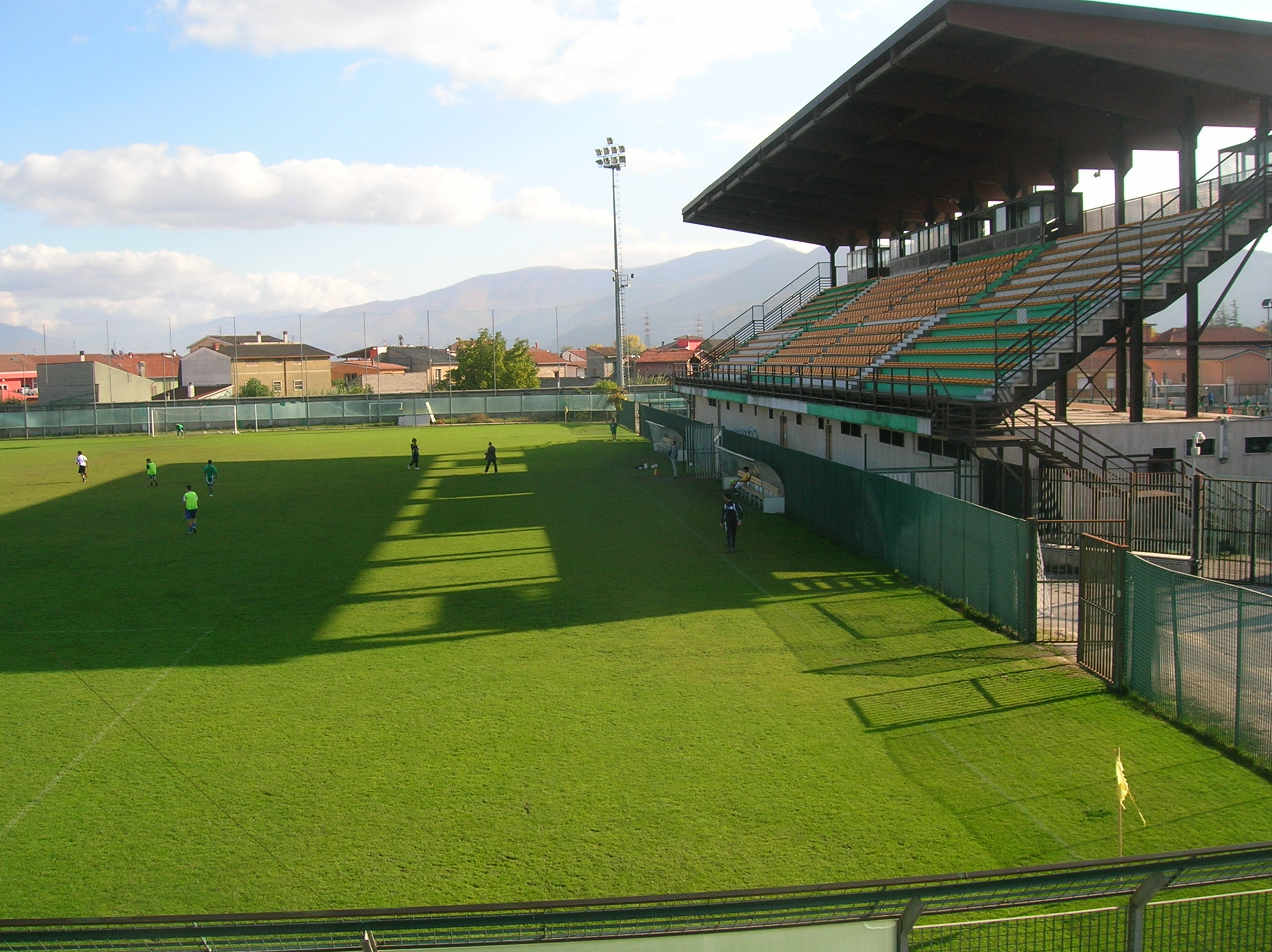
Stadio dei Marsi di Avezzano

## Rosa

### Rosa 1978-1979
Rosa dell'Avezzano calcio 1978-1979.
| N. |                   | Ruolo | Calciatore                                |
| -- | ----------------- | ----- | ----------------------------------------- |
|    | Italia (bandiera) | P     | Giorgio Di Piero                          |
|    | Italia (bandiera) | P     | Venanzio Gigli                            |
|    | Italia (bandiera) | D     | Luigi Asnicar                             |
|    | Italia (bandiera) | D     | Marcello Iannuccelli                      |
|    | Italia (bandiera) | D     | Giancarlo Paolini                         |
|    | Italia (bandiera) | D     | Francesco Cardarelli                      |
|    | Italia (bandiera) | D     | Alessandro Pierleoni                      |
|    | Italia (bandiera) | D     | Piero Ciccone                             |
|    | Italia (bandiera) | C     | Giuseppe "Sandro" Cimarra detto Sandrocan |
|    | Italia (bandiera) | C     | Claudio Eusepi                            |

| N. |                   | Ruolo | Calciatore                    |
| -- | ----------------- | ----- | ----------------------------- |
|    | Italia (bandiera) | C     | Giacobbo                      |
|    | Italia (bandiera) | C     | Maurizio Bianchi              |
|    | Italia (bandiera) | C     | Rosario Speranza detto Ciccio |
|    | Italia (bandiera) | C     | Mauro Valle                   |
|    | Italia (bandiera) | C     | Roberto Alberghini            |
|    | Italia (bandiera) | A     | Giorgio Davato                |
|    | Italia (bandiera) | A     | Roberto Di Nicola             |
|    | Italia (bandiera) | A     | Esposito                      |
|    | Italia (bandiera) | A     | Ioris Gasbarra                |
|    | Italia (bandiera) | A     | Franco Marescalco             |

## Risultati

### Serie C2 girone C

#### Girone di andata
| Avezzano 1º ottobre 1978 1ª giornata | Avezzano | 0 – 0 | Civitanovese | Stadio dei Marsi |

| Roma 8 ottobre 1978 2ª giornata | Banco di Roma | 1 – 1 | Avezzano | C.S. Banco di Roma (Settebagni, via Salaria) |

| Avezzano 15 ottobre 1978 3ª giornata | Avezzano | 2 – 2 | Francavilla | Stadio dei Marsi |

| Avezzano 22 ottobre 1978 4ª giornata | Avezzano | 0 – 1 | Riccione | Stadio dei Marsi |

| Lanciano 29 ottobre 1978 5ª giornata | Lanciano | 0 – 1 | Avezzano | Stadio Guido Biondi |

| Avezzano 5 novembre 1978 6ª giornata | Avezzano | 1 – 1 | LVPA Frascati | Stadio dei Marsi |

| Monopoli 12 novembre 1978 7ª giornata | Monopoli | 1 – 0 | Avezzano | Stadio Vito Simone Veneziani |

| Avezzano 19 novembre 1978 8ª giornata | Avezzano | 2 – 3 | Anconitana | Stadio dei Marsi |

| Gallipoli 26 novembre 1978 9ª giornata | Gallipoli | 1 – 0 | Avezzano | Stadio Antonio Bianco |

| Avezzano 3 dicembre 1978 10ª giornata | Avezzano | 3 – 0 | Formia | Stadio dei Marsi |

| Pesaro 10 dicembre 1978 11ª giornata | Vis Pesaro | 1 – 0 | Avezzano | Stadio Tonino Benelli |

| Avezzano 17 dicembre 1978 12ª giornata | Avezzano | 2 – 0 | Pro Vasto | Stadio dei Marsi |

| Giulianova 30 dicembre 1978 13ª giornata | Giulianova | 3 – 0 | Avezzano | Stadio Rubens Fadini |

| Avezzano 7 gennaio 1979 14ª giornata | Avezzano | 1 – 1 | Osimana | Stadio dei Marsi |

| Frosinone 14 gennaio 1979 15ª giornata | Frosinone | 1 – 0 | Avezzano | Stadio comunale Matusa |

| Avezzano 21 gennaio 1979 16ª giornata | Avezzano | 1 – 3 | Brindisi | Stadio dei Marsi |

| Avezzano 28 gennaio 1979 17ª giornata | Fano | 4 – 0 | Avezzano | Stadio dei Marsi |

#### Girone di ritorno
| Civitanova Marche 4 febbraio 1979 18ª giornata | Civitanovese | 1 – 0 | Avezzano | Stadio comunale |

| Avezzano 11 febbraio 1979 19ª giornata | Avezzano | 1 – 0 | Banco di Roma | Stadio dei Marsi |

| Francavilla al Mare 18 febbraio 1979 20ª giornata | Francavilla | 3 – 0 | Avezzano | Stadio Valle Anzuca |

| Riccione 25 febbraio 1979 21ª giornata | Riccione | 2 – 0 | Avezzano | Stadio Italo Nicoletti |

| Avezzano 4 marzo 1979 22ª giornata | Avezzano | 1 – 0 | Lanciano | Stadio dei Marsi |

| Frascati 11 marzo 1979 23ª giornata | LVPA Frascati | 0 – 0 | Avezzano | Stadio VIII Settembre |

| Avezzano 25 marzo 1979 24ª giornata | Avezzano | 2 – 1 | Monopoli | Stadio dei Marsi |

| Ancona 1º aprile 1979 25ª giornata | Anconitana | 1 – 0 | Avezzano | Stadio Dorico |

| Avezzano 8 aprile 1979 26ª giornata | Avezzano | 1 – 0 | Virtus Gallipoli | Stadio dei Marsi |

| Formia 23 aprile 1979 27ª giornata | Formia | 0 – 1 | Avezzano | Stadio Nicola Perrone |

| Avezzano 29 aprile 1979 28ª giornata | Avezzano | 0 – 0 | Vis Pesaro | Stadio dei Marsi |

| Vasto 6 maggio 1979 29ª giornata | Pro Vasto | 4 – 0 | Avezzano | Stadio Aragona |

| Avezzano 13 maggio 1979 30ª giornata | Avezzano | 0 – 0 | Giulianova | Stadio dei Marsi |

| Osimo 20 maggio 1979 31ª giornata | Osimana | 3 – 1 | Avezzano | Stadio Diana |

| Avezzano 27 maggio 1979 32ª giornata | Avezzano | 2 – 0 | Frosinone | Stadio dei Marsi |

| Brindisi 3 giugno 1979 33ª giornata | Brindisi | 1 – 1 | Avezzano | Stadio Franco Fanuzzi |

| Avezzano 9 giugno 1979 34ª giornata | Avezzano | 1 – 1 | Fano | Stadio dei Marsi |

### Coppa Italia Semiprofessionisti

#### Fase eliminatoria

##### Girone 20
| Latina 27 agosto 1978 1ª giornata | Latina | 0 – 0 | Avezzano | Stadio comunale |

| Avezzano 2ª giornata | Avezzano | 2 – 1 | LVPA Frascati | Stadio dei Marsi |

| Avezzano 3ª giornata | Avezzano | 0 – 0 | Latina | Stadio dei Marsi |

| Frascati 24 settembre 1978 4ª giornata | LVPA Frascati | 1 – 1 | Avezzano | Stadio VIII Settembre |

#### Fase finale

##### Sedicesimi di finale
| Avezzano 4 ottobre 1978 andata | Avezzano | 1 – 0 | ALMAS | Stadio dei Marsi |

| Roma 25 ottobre 1978 ritorno | ALMAS | 2 – 0 | Avezzano | Stadio S.Anna (Via Demetriade) |

## Statistiche

### Andamento in campionato
| Giornata  | 1 | 2 | 3 | 4 | 5 | 6 | 7 | 8 | 9 | 10 | 11 | 12 | 13 | 14 | 15 | 16 | 17 | 18 | 19 | 20 | 21 | 22 | 23 | 24 | 25 | 26 | 27 | 28 | 29 | 30 | 31 | 32 | 33 | 34 |
| --------- | - | - | - | - | - | - | - | - | - | -- | -- | -- | -- | -- | -- | -- | -- | -- | -- | -- | -- | -- | -- | -- | -- | -- | -- | -- | -- | -- | -- | -- | -- | -- |
| Luogo     | C | T | C | C | T | C | T | C | T | C  | T  | C  | T  | C  | T  | C  | T  | T  | C  | T  | T  | C  | T  | C  | T  | C  | T  | C  | T  | C  | T  | C  | T  | C  |
| Risultato | N | N | N | P | V | N | P | P | P | V  | P  | V  | P  | N  | P  | P  | P  | P  | V  | P  | P  | V  | N  | V  | P  | V  | V  | N  | P  | N  | P  | V  | N  | N  |

Legenda:

Luogo: C = Casa; T = Trasferta. Risultato: V = Vittoria; N = Pareggio; P = Sconfitta.